# Salilota
Salilota is een monotypisch geslacht van straalvinnige vissen uit de familie van de diepzeekabeljauwen (Moridae) en de orde van kabeljauwachtigen (Gadiformes). 

## Soort
- Salilota australis (Günther, 1878)